# سانتوريو سانتوري
سانتوريو سانتوري (8 أبريل 1561 - 22 فبراير 1636)، ويسمى أيضا سانكتوريو سانكتوريو، هو عالم إيطالي الجنسية، كان طبيب وأستاذ وعالم فيزيائي، قدم مناهج عديدة في الطب. وهو معروف أيضاً بانه مخترع للعديد من الأجهزة الطبية، بما في ذلك ميزان الحرارة. كتب عام 1614 خمسة منشورات، كان لَها أثر كبير في الطب.

## حياته
ولد سانتوريو في مدينة كوبر الساحلية المطلة على البحر الأبيض المتوسط، جنوب غرب سلوفينيا، إيطاليا. والتي كانت في ذلك الوقت جزءا من جمهورية البندقية.
ومن 1611 حتى 1624 كان أستاذا في بادوا حيث أجرى تجارب عديدة في درجة الحرارة والتنفس والوزن.

## روابط خارجية
- سانتوريو سانتوري على موقع الموسوعة البريطانية (الإنجليزية)